# Alloploïdie
Een alloploïde (samentrekking van allopolyploïde, ook wel hybridogene polyploïdie) cel is een gemuteerde cel die chromosomen heeft van verschillende oudersoorten (planten).
Hybriden zijn vrijwel altijd steriel, waardoor zij hun genenset niet vanzelfsprekend door kunnen geven aan de volgende generatie. Hierdoor is er sterke natuurlijke selectie op verdubbeling bij de ontstane alloploïden. Deze steriliteit wordt namelijk veroorzaakt doordat de nakomelingen van de hybriden een onvolledige set chromosomen krijgen tijdens de meiose. De beschikbare chromosomen in de celkernen hebben geen homologe chromosoompartner. Hierdoor liggen er tijdens Metafase I niet twee homologe chromosomen, met zusterchromatiden, op het evenaarsvlak maar ligt er hier maar één chromosoom. Omdat de homologe chromosomen normaliter random uit elkaar getrokken worden tijdens Anafase I, verdelen de chromosomen zich tijdens de meiose in deze hybriden random over de gameten. Deze random verdeling is (vrijwel) altijd letaal. Door verdubbeling van het genoom, tot tetraploïden of hogere polyploïden is het mogelijk om dit fertiliteitsprobleem op te lossen. Deze verdubbeling kan spontaan gebeuren tijdens de evolutie, maar in de veredeling kunnen voor de beter bestudeerde soorten ook bepaalde stoffen (zoals colchicine) gebruikt worden.

## Ontstaanswijze
Als voorbeeld wordt spelt genomen met 42 chromosomen die ontstaan is uit eenkoorn met 2n=2x=14 en emmertarwe met 2n=4x=28 chromosomen.
Het genoom van eenkoorn wordt weergegeven met A, eenkoorn planten zijn diploïd en hebben dus AA. A staat voor de x=7 chromosomen van het genoom van eenkoorn.
Emmertarwe is ontstaan uit een hybride van een wilde diploïde grassoort met diploïde Aegilops squarrosa. Het genoom van de wilde diploïde grassoort wordt weergegeven met B en de diploïde planten hebben dus BB. Het genoom van de diploïde Aegilops squarrosa wordt weergegeven met D en de planten hebben dus DD. Een diploïde plant uit deze hybride zou dus als genoom BD hebben, maar deze is steriel. Alleen tetraploïde planten kunnen zich voortplanten. Na verdubbeling van het genoom is er emmertarwe ontstaan, die hebben dus BBDD en heeft 2n = 4x en dus 4 × 7 = 28 chromosomen.
Hetzelfde heeft zich herhaald bij de kruising van eenkoorn met emmertarwe. Het genoom van spelt wordt weergegeven met ABD en de planten hebben AABBDD. Het aantal chromosomen is derhalve 6 × 7 = 42.
Een alloploïd heeft slechts twee homologe genomen. Men spreekt van homologe genomen als ze hetzelfde zijn. Homologe genomen zijn in het voorbeeld AA of BB of DD.